# Boris Sidis
Boris Sidis ( /ˈsaɪdɪs/; 12 de octubre de 1867 - 24 de octubre de 1923) fue un psicopatólogo, psicólogo, médico, psiquiatra y filósofo de la educación ruso-estadounidense. Sidis fundó el Instituto Psicopático de Nueva York y el Journal of Abnormal Psychology junto con Morton Prince. Fue el padre del famoso niño prodigio William James Sidis. Boris Sidis se opuso a la psicología dominante y a Sigmund Freud, y, por lo tanto, murió condenado al ostracismo. Estaba casado con una tía de Clifton Fadiman, el intelectual estadounidense.
Sidis nació en el Imperio ruso, y emigró a Estados Unidos para escapar de la persecución política. Según Amy Wallace, estuvo encarcelado durante dos años. Sidis huyó de los pogromos con su esposa e hijos. Completó cuatro títulos en la Universidad de Harvard y buscó informar sobre por qué las personas se comportan como lo hacen. Sidis murió en 1923, a los 56 años.

## Primeros años de vida
Boris Sidis nació el 12 de octubre de 1867 en Berdichev (Imperio Ruso, actualmente Ucrania), de padres judíos. Sus padres, Moses y Mary Sidis, tuvieron cinco hijos, incluido Boris. Boris creció siendo un niño prodigio, ya políglota a sus ocho años, conocedor de historia y poesía. A sus dieciséis años, se embarcó con un grupo de amigos a hacer algo prohibido por las leyes antisemitas: enseñar a los campesinos a leer. 
Debido a las Leyes de Mayo, fue encarcelado durante al menos dos años, según la biógrafa de William James Sidis, Amy Wallace. Más tarde, Boris Sidis atribuyó su capacidad de pensar a este largo confinamiento solitario.  Boris emigró a Estados Unidos en 1886 para escapar de la persecución política. Su esposa, la Dra. Sarah Mandelbaum Sidis, y su familia huyeron de los pogromos alrededor de 1889.

## Carrera y puntos de vista
Boris completó cuatro títulos en Harvard (licenciatura, maestría, doctorado y grado en medicina) y estudió con William James. Fue influyente a principios del siglo XX, conocido por su trabajo pionero en psicopatología (fundando el Psychopathic Institute de Nueva York y el Journal of Abnormal Psychology), estados hipnóticos y psicología de grupo. También se destaca por aplicar vigorosamente los principios de la evolución darwiniana al estudio de la psicología.
Se opuso vehementemente a la Primera Guerra Mundial, considerando la guerra como una enfermedad social, y denigrando el concepto ampliamente difundido de eugenesia. Intentó dar una idea de por qué la gente se comporta como lo hace, especialmente en casos de frenesí de masas o manía religiosa. Con la publicación de su libro Nervous Ills: Their Cause and Cure, en 1922, resumió gran parte de su trabajo anterior en el diagnóstico, comprensión y tratamiento de los trastornos nerviosos. Vio el miedo como una causa subyacente de gran parte del sufrimiento mental humano y del comportamiento problemático.

### Disociación
Boris Sidis es de los autores principales en las teorías sobre disociación de principios del siglo XX junto con Morton Prince, también de Estados Unidos, y Pierre Janet en Francia. Escribió un libro detallado junto con Simon Philip Goodhart sobre personalidad múltiple en 1904.

Las rupturas y lagunas en la continuidad de la conciencia personal se miden por la pérdida de memoria. Los sistemas mentales que no están unidos por la memoria son otras tantas individualidades independientes y, si comienzan su carrera con un buen suministro de material mental, forman otras tantas personalidades independientes.
Boris Sidis (1904)

Sidis había hipotetizado que era posible descubrir el evento traumático original e integrar a las consciencias disociadas, y lo mostró con su caso de Hanna (el estudio de caso de 1904). También mencionó que había que diferenciarlo de la epilepsia. 
A diferencia de su predecesor en el tema, Pierre Janet, Sidis se unía al pensamiento contemporáneo (como Alfred Binet) de que la disociación no era exclusivamente un fenómeno de la histeria, sino que se presentaba en una variedad de circunstancias de la vida diaria, y además, de que no era una debilidad, sino un tipo de habilidad no necesariamente maladaptativa.

## Vida personal
Sidis se casó con Sarah Mandelbaum con quien tuvo dos hijos. William James, nombrado así en honor a su maestro William James, nació el 1 de abril de 1898, y su hija Bessie nació el 12 de febrero de 1908.

### Niño prodigio
Sidis aplicó sus propios enfoques psicológicos para criar a William, en quien deseaba promover una alta capacidad intelectual. Después de recibir mucha publicidad por sus hazañas infantiles, llegó a vivir una vida excéntrica y murió en relativa oscuridad. El propio Sidis se burló de las pruebas de inteligencia como "tontas, pedantes, absurdas y tremendamente engañosas". 